# Tivoly
La société Tivoly est concepteur et fabricant français d'outils coupants et d'accessoires électroportatifs. Le groupe est qualifié de leader français dans son domaine.

## Histoire

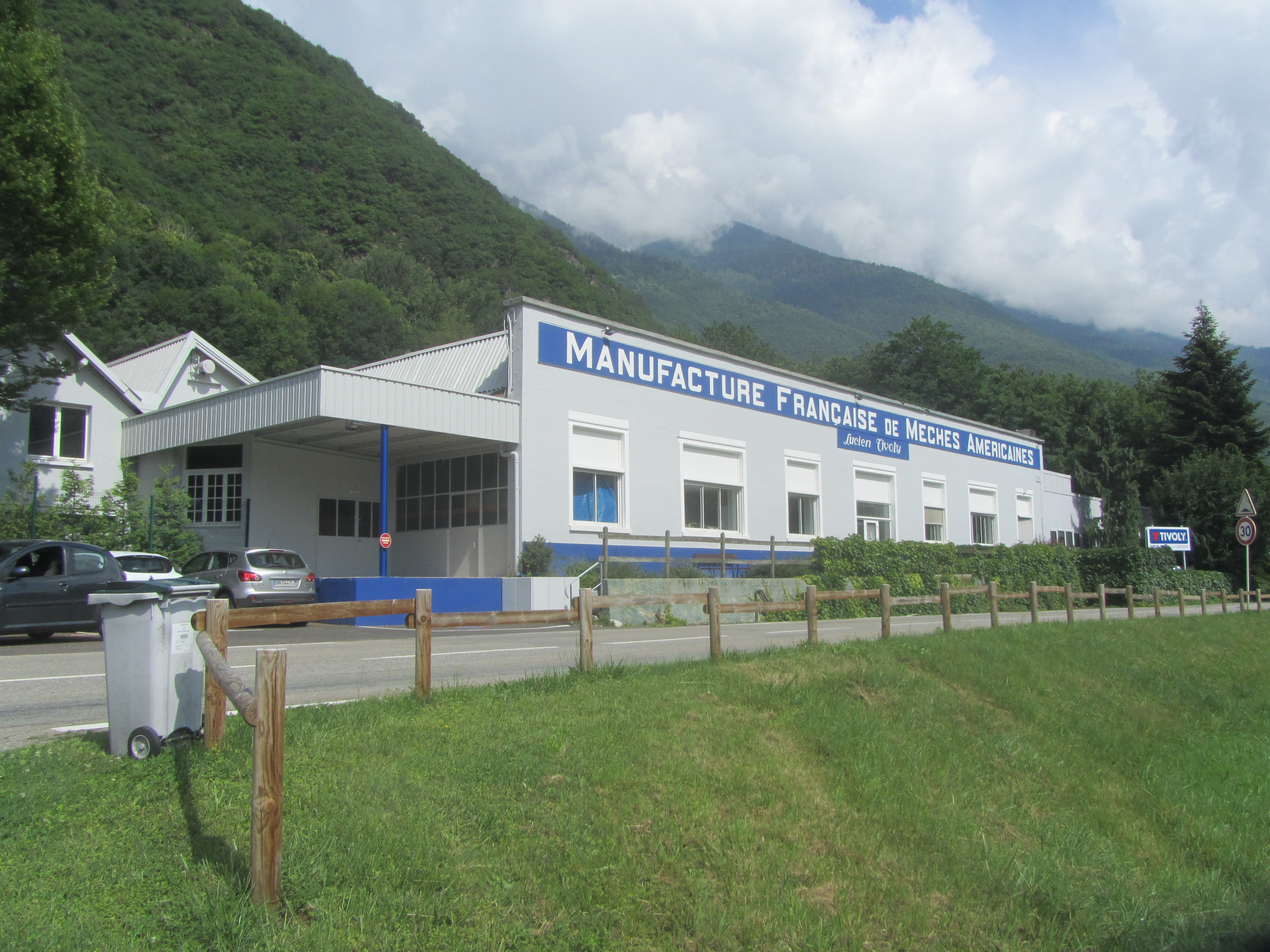
Le siège social à Tours-en-Savoie.

Lucien Tivoly (1888-1961) fonde en 1917, à Tours-en-Savoie (à 4 km d'Albertville), la Manufacture Française de Mèches Américaines, une fabrique de forets,,. L'usine compte une centaine d'ouvriers. Elle connaît plusieurs crises à ses débuts, liées au contexte géopolitique, lendemain de l'arrêt de la Première Guerre mondiale, lors de la crise de 1929 et pendant la Seconde Guerre mondiale. Victime d'un accident en 1945, Lucien Tivoly ne peut plus diriger l'entreprise, il la loue jusqu'à sa reprise en 1952. EN 1961, il décède et c'est son petit-fils, Jean-Michel, alors âgé de 23 ans, qui devient le nouveau dirigeant. L'entreprise compte une quarantaine de salariés.
Au cours des années 1970, la société se développe et acquiert des PME. Durant la décennie suivante, une annexe s'établit à Queige et les premiers investissement internationaux s'opèrent en Italie (Tivoly Spa) et en Espagne (Ardatz) en 1987. Deux ans plus tard, elle s'implante aux États-Unis (Union Butterfield, Tivoly Inc). Une nouvelle structure s'implante en Espagne (Neco) en 1995, puis en Angleterre (Elite Tooling Limited) en 2009. En 2010, le groupe s'implante en Chine à Shanghai (Tivoly Tools China), puis rachète une entreprise hongkongaise deux ans plus tard (Tivelon HongKong).
En 2014, le groupe intègre le CAC Small.
En mai 2021, la société Tivoly annonce le renouvellement du mandat de Jean-François Tivoly au titre de président-directeur général pour une durée de trois ans.
En 2022, à la suite de l'acquisition de Tivoly par Peugeot Frères Industrie, la société est retirée de la cote. Par ailleurs, Stéphane Le Mounier est nommé DG de la société, aux côtés de Jean-François Tivoly, qui reste actionnaire et président de la société.

## Activités et implantation
Tivoly est spécialisé dans la conception, la fabrication et la commercialisation d'outils de coupe (forets, mèches, tarauds, fraises, alésoirs, embouts de vissage, etc.), destinés aux professionnels, aux artisans et aux particuliers.
Le groupe Tivoly compte huit unités de production, présentes sur trois continents : États-Unis (Derby Line), Europe (Italie, France, Espagne et Royaume-Uni) et Asie (Shanghai),. Tivoly possède aussi une activité de production de packaging à Shanghai. En 2015, via sa filiale espagnole (Neco), la société s'implante au Mexique en créant la structure Tivoly DF (Distrito Federal).
En 2002, son mode de production obtient la certification ISO 9001.

## Organisation
En 2015, la société Holding Tivoly et la famille Tivoly possèdent 73,25 % du capital du groupe,.
En 2022, Holding Tivoly est rachetée par Peugeot Frères Industrie.
Jamy (Jean Michel) Tivoly, petit-fils du fondateur, est le président d'honneur du conseil d'administration. Les membres sont : Jean-François Tivoly (Président), Edouard Tivoly, Thibault Martin Dondoz (Peugeot Frères Industrie), Isabelle Duranthon, Frédéric Villain, Camille Volant, Sophie Vernier-Reiffers.